# Gernot Schwab
Gernot Schwab (* 10. Jänner 1979 in Bad Ischl) ist ein österreichischer Naturbahnrodler. Er wurde 2006 Europameister im Einsitzer und 2007 Doppelweltmeister im Einsitzer und im Mannschaftswettbewerb. Im Weltcup erreichte er bisher zweimal den zweiten Gesamtrang und vier Rennsiege, zudem wurde er fünfmal Österreichischer Staatsmeister im Einsitzer.

## Karriere
Schwab begann im Alter von sechs Jahren mit dem Naturbahnrodeln. Ende der 1990er-Jahre erzielte er seine ersten größeren internationalen Erfolge, als er bei der Junioreneuropameisterschaft 1998 in Feld am See die Silbermedaille und bei der Juniorenweltmeisterschaft 1999 in Hüttau die Bronzemedaille im Einsitzer gewann. Zudem konnte er 1999 die Gesamtwertung des Interkontinentalcups ebenso wie die österreichische Juniorenmeisterschaft für sich entscheiden, worauf er in den österreichischen Nationalkader aufgenommen wurde.
Seit der Saison 1999/2000 startet Schwab im Weltcup. In seinem ersten Winter bestritt er vier Weltcuprennen, erzielte als bestes Resultat einen fünften Platz zu Saisonende in Aosta und wurde Achter im Gesamtklassement. Im nächsten Winter nahm er nur an drei Rennen teil und fiel auf Rang 15 im Gesamtklassement zurück. Bei seiner ersten Weltmeisterschaft im Jahr 2000 in Olang wurde er Achter und bei der Weltmeisterschaft 2001 in Stein an der Enns Zehnter im Einsitzer. Zu Beginn der Saison 2001/2002 gelang dem damals 22-Jährigen in Olang der erste Podestplatz im Weltcup. In den weiteren Rennen erreichte er aber zumeist nur Platzierungen um Rang zehn und damit den achten Platz in der Gesamtwertung. Bei der Europameisterschaft 2002 in Frantschach gewann er mit Rang drei im Einsitzer seine erste Medaille in der Allgemeinen Klasse.
Im Jahr 2003 erlitt seine Karriere einen schweren Rückschlag, als er nach einem Trainingssturz mehrere Monate pausieren musste. In der Saison 2003/2004 gelang ihm ein erfolgreiches Comeback. Fünf der sechs Weltcuprennen beendete er unter den schnellsten drei, wobei er drei zweite Plätze in Grande Prairie, Garmisch-Partenkirchen und Triesenberg erzielte und damit im Gesamtweltcup hinter dem Italiener Anton Blasbichler den zweiten Platz erreichte. Im selben Jahr wurde er zum ersten Mal Österreichischer Staatsmeister im Einsitzer. Diesen Titel konnte er von 2006 bis 2012 weitere vier Mal gewinnen. Bei der Europameisterschaft 2004 in Hüttau blieb er mit Platz elf aber deutlich hinter seinen Weltcupergebnissen.
Die Saison 2004/2005 verlief nicht nach Wunsch. Nur im letzten Weltcuprennen fuhr er auf der Podest, weshalb er im Gesamtklassement auf Rang sieben zurückfiel. Bei der Weltmeisterschaft 2005 in Latsch wurde er nur Zehnter. Im nächsten Winter konnte sich Schwab wieder deutlich steigern. Im zweiten Weltcuprennen der Saison 2005/2006 feierte er Kindberg seinen ersten Sieg und mit zwei weiteren Siegen in Grande Prairie und einem dritten Platz in Oberperfuss musste er sich im Gesamtweltcup nur dem Italiener Patrick Pigneter geschlagen geben, der zwar nur ein Rennen gewann, aber alle anderen auf dem zweiten Platz beendete. Bei der Europameisterschaft 2006 in Umhausen gewann Schwab vor seinem Landsmann Thomas Schopf und Patrick Pigneter die Goldmedaille. Im folgenden Winter holte er sich auch bei der Weltmeisterschaft 2007 in Grande Praire die Goldmedaille im Einsitzer und zusammen mit Melanie Batkowski, Christian Schatz und Gerhard Mühlbacher auch die Goldene im Mannschaftswettbewerb.
In den Saisonen 2006/2007 und 2007/2008 belegte Schwab mit jeweils zwei Podestplätzen, darunter ein Sieg am 20. Jänner 2008 in Umhausen, den vierten Rang im Gesamtweltcup. Bei der Europameisterschaft 2008 in Olang gelang ihm nur der zehnte Platz. In der Saison 2008/2009 erzielte Schwab drei Podestplätze, womit er sich im Gesamtweltcup gegenüber den Vorjahren um einen Rang auf Platz drei verbesserte. Bei der Weltmeisterschaft 2009 in Moos in Passeier belegte der Titelverteidiger den fünften Platz. In der Weltcupsaison 2009/2010 waren zwei dritte Plätze in Nowouralsk und Latzfons seine besten Ergebnisse. Ende Dezember verletzte er sich bei einem Trainingssturz im linken Knie, weshalb er dreieinhalb Wochen pausieren musste und unter anderem die Europameisterschaft 2010 in St. Sebastian versäumte. Im Gesamtweltcup erreichte er wie im Vorjahr den dritten Platz.
In der Saison 2010/2011 erzielte Schwab in vier Rennen zwei Podestplätze, womit er Sechster im Gesamtweltcup wurde. Für zwei der sechs Weltcuprennen konnte er sich innerhalb der österreichischen Mannschaft allerdings nicht qualifizieren. Bei der Weltmeisterschaft 2011 in Umhausen wurde er Elfter. Zu Beginn des Jahres 2012 wurde Schwab zum fünften Mal Österreichischer Staatsmeister im Einsitzer, doch im Weltcup blieb er in der Saison 2011/2012 hinter den Vorjahresergebnissen. Er fuhr erstmals seit elf Jahren in keinem Weltcuprennen unter die schnellsten fünf, weshalb er im Gesamtweltcup als Achter seine schlechteste Platzierung seit neun Jahren erzielte. Bei der Europameisterschaft 2012 in Nowouralsk wurde er Zehnter im Einsitzer.

## Erfolge

### Weltmeisterschaften
- Olang 2000: 8. Einsitzer
- Stein an der Enns 2001: 10. Einsitzer
- Latsch 2005: 10. Einsitzer
- Grande Prairie 2007: 1. Einsitzer, 1. Mannschaft
- Moos in Passeier 2009: 5. Einsitzer
- Umhausen 2011: 11. Einsitzer

### Europameisterschaften
- Frantschach 2002: 3. Einsitzer
- Hüttau 2004: 11. Einsitzer
- Umhausen 2006: 1. Einsitzer
- Olang 2008: 10. Einsitzer
- Nowouralsk 2012: 10. Einsitzer

### Juniorenweltmeisterschaften
- Aosta 1997: 6. Einsitzer
- Hüttau 1999: 3. Einsitzer

### Junioreneuropameisterschaften
- Szczyrk 1996: 9. Einsitzer
- Feld am See 1998: 2. Einsitzer

### Weltcup
- 2. Gesamtrang im Einsitzer in den Saisonen 2003/2004 und 2005/2006
- 3. Gesamtrang im Einsitzer in den Saisonen 2008/2009 und 2009/2010
- 22 Podestplätze, davon 4 Siege:

| Datum           | Ort            | Land       | Disziplin |
| --------------- | -------------- | ---------- | --------- |
| 15. Jänner 2006 | Kindberg       | Österreich | Einsitzer |
| 3. März 2006    | Grande Prairie | Kanada     | Einsitzer |
| 5. März 2006    | Grande Prairie | Kanada     | Einsitzer |
| 20. Jänner 2008 | Umhausen       | Österreich | Einsitzer |

### Österreichische Meisterschaften
- Österreichischer Staatsmeister im Einsitzer 2004, 2006, 2007, 2008 und 2012

## Auszeichnungen (Auszug)
- 2007: Goldenes Ehrenzeichen für Verdienste um die Republik Österreich